# Langkai
Langkai is een bestuurslaag in het regentschap Siak van de provincie Riau, Indonesië. Langkai telt 2057 inwoners (volkstelling 2010).